# 亞當斯 (明尼蘇達州)
亞當斯（英語：Adams）是一個位於美國明尼蘇達州毛爾縣的城市。

## 人口
根據2020年美國人口普查的數據，亞當斯的面積為2.60平方千米，皆為陸地。當地共有人口683人，而人口密度為每平方千米263人。